# Drosophila fulva
Drosophila fulva este o specie de muște din genul Drosophila, familia Drosophilidae, descrisă de Mahito Watabe și Li în anul 1993. Conform Catalogue of Life specia Drosophila fulva nu are subspecii cunoscute.